# Paar (Einheit)
Paar war ein türkisches Stückmaß für Rinderhäute.
- In Rustschuk: 1 Paar = 3 Stück (Kuhhäute)